# Unión Jujeña de Rugby
La Unión Jujeña de Rugby (UJR) es una autoridad rectora de rugby en la Provincia de Jujuy, Argentina. Fue fundada el 15 de agosto de 1966 y está afiliada a la Unión Argentina de Rugby desde 1967. Cuenta con 13 clubes afiliados y 700 jugadores.
En los últimos años, el rugby jujeño ha tenido un crecimiento notable. Se han sumado nuevos clubes a la Unión, se ha desarrollado el deporte en las ciudades del interior de la provincia, se han consolidado los torneos de primera y los juveniles y se ha desarrollado el rugby infantil.

## Clubes afiliados
Entre los clubes que hoy integran la Unión Jujeña de Rugby, están:
| Club                              | Localidad                     | Provincia          |
| --------------------------------- | ----------------------------- | ------------------ |
| Arrieta Rugby Club                | Libertador General San Martín | Provincia de Jujuy |
| Chakana Rugby Club                | Abra Pampa                    | Provincia de Jujuy |
| El Carmen Rugby Club              | El Carmen                     | Provincia de Jujuy |
| Gimnasia y Esgrima de Jujuy       | San Salvador de Jujuy         | Provincia de Jujuy |
| C.A. Ledesma Rugby                | Libertador General San Martín | Provincia de Jujuy |
| Los 300 del Norte                 | San Salvador de Jujuy         | Provincia de Jujuy |
| Los Arcos Rugby Club              | Perico                        | Provincia de Jujuy |
| Los Cóndores Rugby Club           | San Salvador de Jujuy         | Provincia de Jujuy |
| Los Perales Rugby Club            | Palpalá                       | Provincia de Jujuy |
| Puna Rugby Club                   | La Quiaca                     | Provincia de Jujuy |
| San José Rugby Club               | San Pedro de Jujuy            | Provincia de Jujuy |
| Suri Rugby Club                   | San Salvador de Jujuy         | Provincia de Jujuy |
| C.S.D. Universitario 23 de agosto | San Salvador de Jujuy         | Provincia de Jujuy |

### Clubes que formaron parte de la Unión
| Club                          | Localidad | Provincia          |
| ----------------------------- | --------- | ------------------ |
| Altos Hornos Zapla Rugby Club | Palpalá   | Provincia de Jujuy |